# Castell Carndochan
Castell Carndochan är ett slott i Storbritannien.   Det ligger i kommunen Gwynedd och riksdelen Wales, i den södra delen av landet, 280 km nordväst om huvudstaden London. Castell Carndochan ligger 332 meter över havet.
Terrängen runt Castell Carndochan är huvudsakligen kuperad, men åt nordost är den platt. Runt Castell Carndochan är det ganska glesbefolkat, med 45 invånare per kvadratkilometer. Närmaste större samhälle är Dolgellau, 17,5 km sydväst om Castell Carndochan. Trakten runt Castell Carndochan består i huvudsak av gräsmarker.